# Monroe, North Carolina
Monroe är administrativ huvudort i Union County i North Carolina. Orten har fått sitt namn efter James Monroe. Enligt 2020 års folkräkning hade Monroe 34 562 invånare.